# Ángel Ortiz
Ángel Ortiz (* 27. prosinec 1977) je bývalý paraguayský fotbalista.
Velkou část kariéry strávil v paraguayském klubu Guaraní, do kterého se po opakovaných přestupech vracel.

## Reprezentační kariéra
Ángel Ortiz odehrál za paraguayský národní tým v letech 2003–2007 celkem 27 reprezentačních utkání.

## Statistiky
| Paraguay | Paraguay | Paraguay |
| Roky     | Zápasů   | Gólů     |
| -------- | -------- | -------- |
| 2003     | 13       | 0        |
| 2004     | 6        | 0        |
| 2005     | 7        | 0        |
| 2006     | 0        | 0        |
| 2007     | 1        | 0        |
| Celkem   | 27       | 0        |